# Cetonia bensoni
Cetonia bensoni är en skalbaggsart som beskrevs av John Obadiah Westwood 1849. Cetonia bensoni ingår i släktet Cetonia och familjen Cetoniidae. Inga underarter finns listade i Catalogue of Life.